# Evania platycephala
Evania platycephala är en stekelart som beskrevs av De Saeger 1943. Evania platycephala ingår i släktet Evania och familjen hungersteklar. Inga underarter finns listade i Catalogue of Life.